# 一閑張
一閑張（いっかんばり）とは、日本の伝統工芸品である紙漆細工のこと。またはその紙漆細工を作る方法のこと。一貫張と書かれることもある。

## 名前
明から日本に亡命した飛来一閑が伝えて広めた技術なので一閑張になったという説がある。農民が農閑期の閑な時に作っていたものなので一閑張と呼ばれるようになったという説もある。
一貫の重さにも耐えるほど丈夫なのが由来なので漢字の書き方も一貫張という地方もある。

## 作り方
竹や木で組んだ骨組み(最近では紙ひもを用いた物もある)に和紙を何度も張り重ねて形を作る。また、木や粘土の型に和紙を張り重ねた後に剥がして形をとる方法もある。形が完成したら柿渋や漆を塗って、色をつけたり防水加工や補強にする。張り子と作り方が似ている

## 用途
食器や笠、机などの日用品に使われたが、現在はあまり一般的に使われていない。人形やお面などにも使われている。
食器は高級料亭等でお皿として現在も利用されるが、日用品としては高価で一般に普及することがあまりない。